# Bob Halligan Jr.
Bob Halligan Jr. (Lackawanna, Estados Unidos, 3 de enero de 1953) es un músico y compositor estadounidense conocido mayormente por escribir o coescribir canciones durante los años 1980 para bandas de hard rock y heavy metal, como también para artistas de pop y música cristiana, y por liderar su propia banda de pop rock Ceilli Rain desde 1995.

## Biografía

### Primeros años
Hijo adoptivo de Robert y Grace Halligan, oriundos de Siracusa (Nueva York), descubrió su gusto por la música rock a los cinco años de edad mientras estaba en reposo médico luego de ser sometido a una amigdalectomía. Entre 1964 y 1965 tocó en las bandas escolares Michael and the Archangels y The New Regime, y en 1966 descubre su talento para componer canciones, siendo «The Door is Open» su primer tema escrito por él. En 1975 mientras estaba en el grupo Steak Nite es asesorado para recibir regalías por sus canciones, que le permitió firmar con la editora musical United Artist Music. Gracias a ello, en 1979 su tema «The Best of Me» fue grabada por la banda sudafricana de rock Clout para su álbum A Threat and a Promise de 1980.

### Salto a la fama como compositor
En 1982 saltó a la fama cuando la banda británica de heavy metal Judas Priest grabó su canción «(Take These) Chains» para el álbum Screaming for Vengeance. Según contó Halligan Jr.: «mi esposa Linda me llamó y me dijo; ellos grabaron una de tus canciones. Deberías al menos escribirles una más». Por ello, en 1983 escribió «Some Heads Are Gonna Roll» que fue grabada para el disco Defenders of the Faith de 1984. El buen recibimiento de ambas canciones por parte del público y de los ejecutivos y mánagers de las bandas de hard rock y heavy metal de la época, fue el principal motivo para componer y colaborar con canciones para varias bandas del género, siendo 27 de ellas escritas en 1984. En 1985 coescribió varios temas del álbum Midnite Dynamite de Kix y en 1988 fue uno de los compositores de la power ballad «Don't Close Your Eyes» del disco Blow My Fuse, el mayor éxito de la mencionada banda estadounidense. Otras de sus composiciones que fueron registradas por otras agrupaciones destacaron «Rock You» para el álbum Walkin' the Razor's Edge (1984) de Helix; «Beat 'Em Up» y «Make Rock Not War» para el disco Club Ninja (1985) de Blue Öyster Cult; seis de las diez canciones de Night of the Crime (1985) de Icon; «This Means War» y «Outlaw» para Good Music (1986) de Joan Jett; «Rise to It» y «Read My Body» para Hot in the Shade (1989) de Kiss y «Bang Down the Door» para Point Blank (1989) de Bonfire, entre otros.
Además de componer para artistas de rock duro, Halligan Jr. también escribió canciones para algunas bandas de música cristiana y para Cher, como por ejemplo «Still in Love with You» de su álbum Heart of Stone de 1989 y «Could've Been You» de Love Hurts de 1991, como también coescribió el tema «Gina» para The Hunger (1987) de Michael Bolton.

### Breve carrera como solista y Ceili Rain
Aprovechando su popularidad como compositor en 1991 firmó con Atco Records para publicar su primer disco como solista, Window in the Wall. No obstante, el escaso éxito de la producción provocó el descontento de Halligan Jr. que decidió alejarse de la música por un tiempo, período en el que él reconoce que sufrió depresión, frustración, descontento y confusión debido a no poder alejarse de su carrera como compositor para iniciar una carrera solista. Para superar su frustración, en 1994 optó por alejarse del mercado de escritores de Nueva York para trasladarse de forma definitiva a Nashville, en donde fundó la banda Ceili Rain con la cual unió la música celta, rock y la música cristiana contemporánea, idea que fue sugerida por su esposa Linda a mediados de 1989. Su agrupación, en la que es cantante y guitarrista, se ha vuelto bastante popular en la industria de música cristiana que le ha permitido firmar con las compáñías Benson Music Publishing y Little Miss Magic Music, en las que también se dedica a componer para otros artistas de este tipo de música.

## Discografía
- 1991: Window in the Wall